# Uno Naissoo

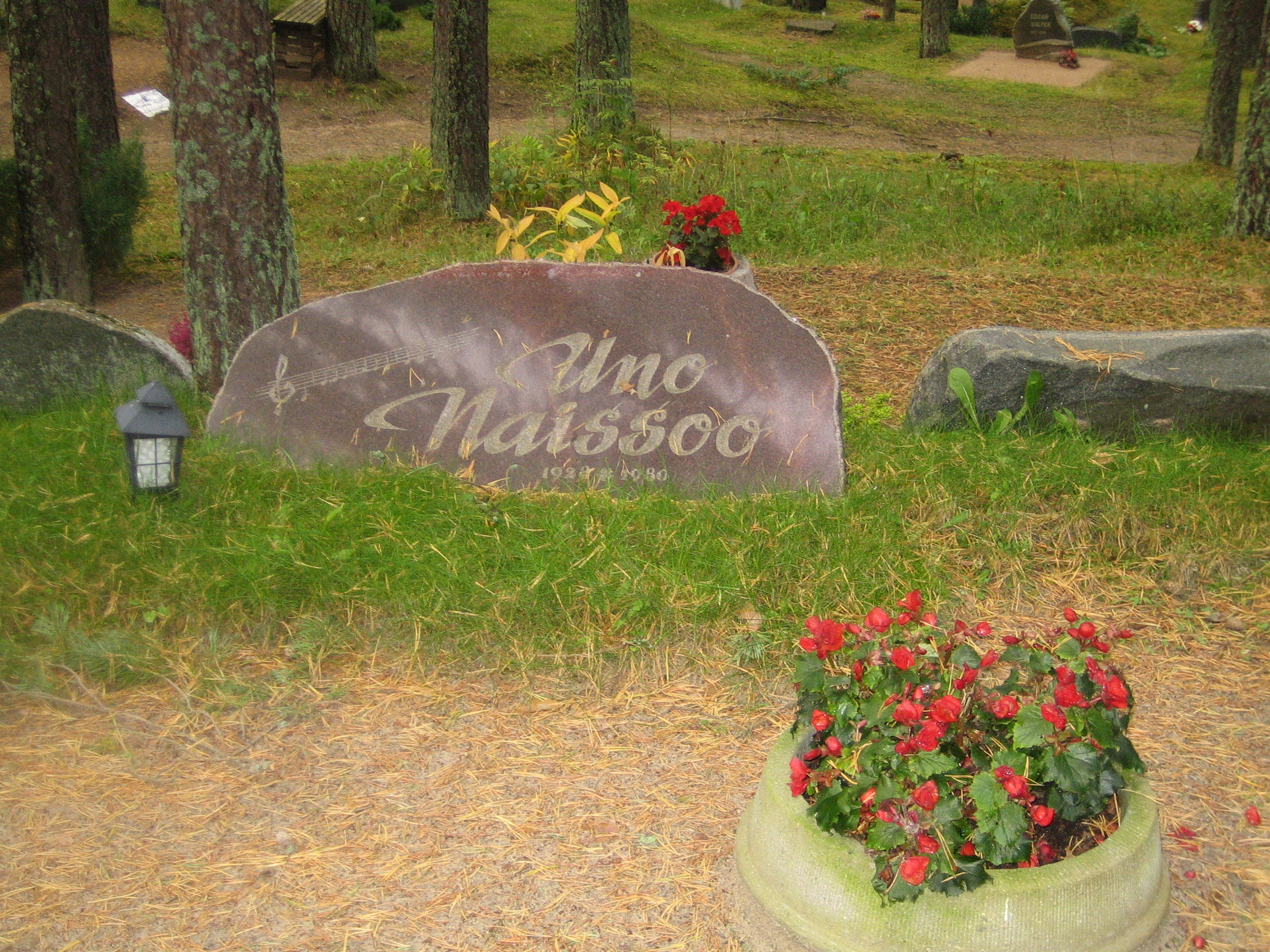
Uno Naissoos gravsten

Uno Naissoo, född den 25 mars 1928 i Viljandi, död den 5 januari 1980 i Tallinn, var en estnisk kompositör och musikpedagog, far till Tõnu Naissoo.
Naissoo avslutade 1952 sina studier inom ämnet Komposition vid Estniska musik- och  teaterakademien  (estniska Tallinna Riiklik Konservatoorium) för Heino Eller. Från 1952 till 1980 undervisade han i musikteori i Tallinn. Från 1954 till sin död var han dessutom ledare för ungdomsavdelningen av kompositörsföreningen i Estniska SSR (Eesti NSV Heliloojate Liit). Han ledde även musikband och spelade som pianist.
Känd blev Naissoo för en större publik genom sina jazzversioner av estniska folkvisor och som filmmusikkompositör. Tillsammans med sonen Tõnu skrev han 1969 musiken till den estniska kultfilmen Viimne reliikvia. Därutöver komponerade han även kammarmusik. Till hans mest kända verk hör hans klarinettkonsert (1955), konsertrapsodin för akkordeon och orkester (1961) liksom talrika av honom tonsatta sånger. Naissoo författade också musikteoretiska undersökningar.